# Jacqueline Comerre-Paton
Jacqueline Comerre-Paton (geboren als Jacqueline Mathilde Paton) (Parijs, 20 april 1859 - aldaar, 1955) was een Frans kunstschilder.

## Biografie

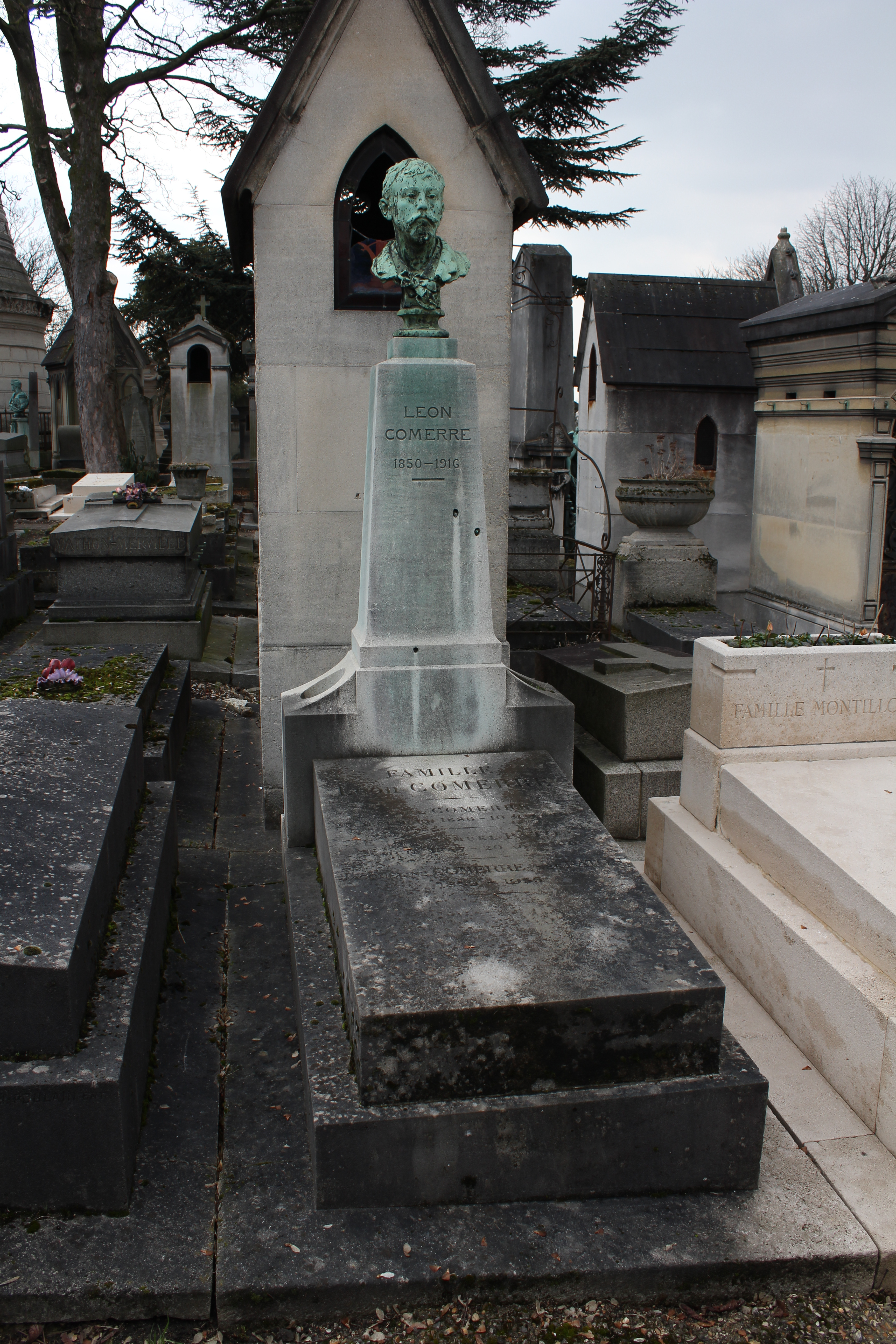
Familiegraf op het Cimetière du Père-Lachaise, Parijs

Jacqueline Paton werd in 1859 geboren in Parijs als dochter van de schrijfster Emilie Paton en Jules Paton, een financieel columnist. Ze was gehuwd met de schilder Léon Comerre en bevriend met de portretschilder Fanny Caillé die een van haar beroemdste schilderijen, At the spring, kopieerde.
Paton ging naar de École nationale supérieure des beaux-arts in Parijs, waar ze een leerling was van Alexandre Cabanel. Ze was lid van de Société des artistes français en behaalde een eervolle vermelding op het Salon des artistes français van 1882 en was lid van het Salon d'hiver, waar ze in 1929 het doek Soniouchka exposeerde.
Haar werk Mistletoe werd opgenomen in het boek Women Painters of the World uit 1905.
Comerre-Paton overleed in 1955 in Parijs en ligt samen met haar man, Léon Comerre, begraven op het Cimetière du Père-Lachaise.
- Bibliothèque nationale de France: cb14965555c (data)
- International Standard Name Identifier: 0000 0000 8171 6641
- RKD-Nederlands Instituut voor Kunstgeschiedenis: 17874
- Union List of Artist Names: 500109380
- Virtual International Authority File: 103660591